# Mimosiphonops
Genre
Synonymes
- Pseudosiphonops Taylor, 1968

Mimosiphonops est un genre de gymnophiones de la famille des Siphonopidae.

## Répartition
Les deux espèces de ce genre sont endémiques de l'Est du Brésil.

## Liste des espèces
Selon Amphibian Species of the World (11 février 2014) :
- Mimosiphonops reinhardti Wilkinson & Nussbaum, 1992
- Mimosiphonops vermiculatus Taylor, 1968

## Publication originale
- Taylor, 1968 : The Caecilians of the World: A Taxonomic Review. Lawrence, University of Kansas Press.